# F.B.M.J.
F.B.M.J. é um grupo de rap formado por FINHANE NANDIGNA A.K.A MC IGREJA,BERTIMIS SILVA A.K.A NB,
MADE BALDÉ A.K.A MISTER MADE MAN,MOHAMED JAMIL JAWAD A.K.A WJ SLEEPY FACE, POLY CABRAL A.K.A WHIGUI DOG e MANAGER TAFA.
O grupo foi fundado no dia 15 de dezembro de 2001 em Bissau.
Na música eles falam sobre a política da Guiné-Bissau e sobre dificuldades que os Guineenses têm.

## Membros
- Mc Igreja, nome artístico de Finhané Nandigna A.K.A Mc Igreja 27 de Janeiro de 1985).
- N.B, nome artístico de Bertimis Silva, 12 de agosto de 1984.
- MASTER MADE MAN nome artístico de Madi Baldé (30 DE ABRIL de 1984).
- W.J, nome artístico de (MOHAMED JAMIL JAWAD), 20 de abril de 1984.
- WHIGUI DOG nome artístico de (POLY CABRAL)

## Discografia

### Álbuns de estúdio
- 2006 - Governantis Kabalidos [carece de fontes?]
- 2007 - Varios Nova Geração Rap Guiné-Bissau[carece de fontes?]